# 신기선 (1851년)
신기선(申箕善, 1851년 ~ 1909년)은 조선 말기의 문신, 사상가, 학자이다. 자는 언여(言汝), 호는 양원(陽園), 노봉(蘆峰), 시호는 문헌(文獻), 본관은 평산(平山)이다.

## 생애
1877년 대과별시에 병과로 급제, 승문원부정자로 관직생활을 시작해 1878년 사간원정언, 1879년 홍문관부교리, 1881년 시강원문학 등을 지냈다. 1882년 통리기무아문주사를 거쳐, 다시 시강원문학이 되어 기무처에 나가 수시로 영의정과 국정을 의논하였다. 관제개혁 때 통리내무아문참의가 되었다. 그는 개화당 인물들과도 매우 친했기 때문에 1884년 갑신정변이 일어났을 때, 개화당 내각에 이조판서 겸 홍문관제학으로 참여하였다. 그러나 갑신정변이 실패하자 1886년에 전라도 여도로 유배되어 위리안치되었다. 1894년에 갑오경장으로 개화파 정권이 수립되자 풀려나 호조참판을 거쳐 김홍집 내각의 공무대신이 되었다. 1895년 군부대신에 임명되면서 육군부장이 되었고, 중추원부의장을 거쳤다. 그는 독립협회와 대립을 심하게 하였다. 1896년에 학부대신이 되자 단발령, 양복 착용, 국문과 태양력 사용, 청나라에 대한 조공폐지 등을 반대하다 독립협회의 탄핵을 받아 사직하였고 1897년에 복직했지만 1898년에 법부대신이 되었을 때 나륙법과 대역참형을 복구하려다 또다시 독립협회에 의해 탄핵되어 면직되었다. 1899년에는 또다시 학부대신이 되었다. 그 뒤 의정부참정, 1900년 궁내부특진관·중추원의장, 1901년 비서원경·법부대신·의정부찬정, 1902년 군부대신 등을 역임하였으며 1903년에 철도원총재가 되었고, 1904년에는 보안회 회장이 되었다. 그는 항일운동을 전개하다 일본경찰에 붙잡히기도 하였다. 의정부참정을 거쳐 1905년 함경도관찰사, 1906년 홍문관학사, 1907년 장예원경·수학원장 등을 역임하였다.